# 理研ビタミン

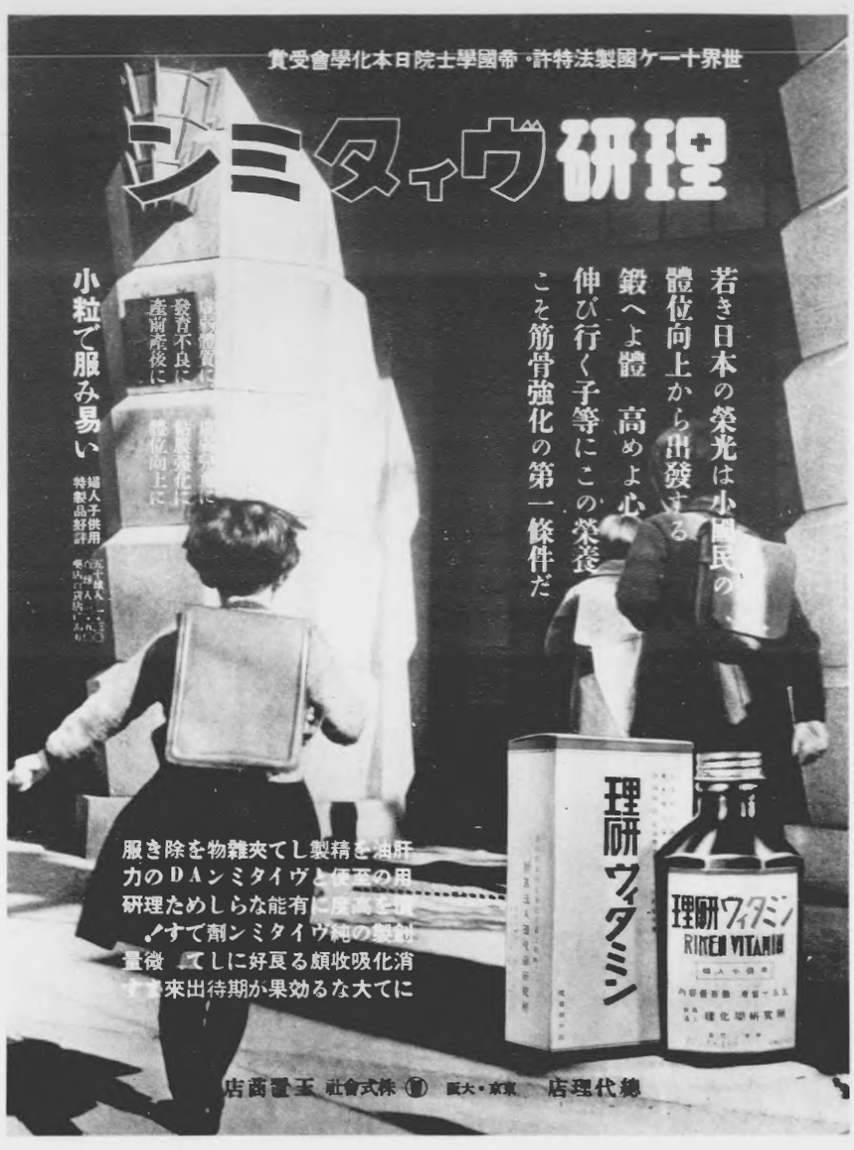
理研ビタミンの前身となる理化学研究所･ビタミンA部門が製造販売していた「理研ヴィタミン」の広告。1938年（昭和13年）4月。

理研ビタミン株式会社（りけんビタミン 英: RIKEN VITAMIN CO., LTD.）は、東京都新宿区に本社を置く調味料・加工食品や食品原料・改良剤・ビタミン類・健康機能素材などの製造・販売を行う企業。

## 概要
乾燥わかめフレークの「ふえるわかめちゃん」シリーズをはじめ、「わかめスープ」「リケンのノンオイル青じそドレッシング」などを販売していることで知られる。BtoC分野や食品以外にも原料や改良剤などBtoB分野でも強みを持ち、食品用乳化剤では日本国内のトップシェアである。
1917年（大正6年）に設立された財団法人理化学研究所が母体であり、ビタミンAの製造部門を引き継ぐ形で発足した。2023年現在、ビタミンAの製造からは撤退しているが、医薬品や健康食品向けに各種ビタミンを提供している。

## 沿革
- 1938年 - 財団法人理化学研究所を母体として、研究成果を工業化するための理研栄養薬品株式会社を設立
- 1949年 - 理研栄養薬品株式会社ビタミン部門が分離独立し、ビタミン油（肝油）の製造販売目的の理研ビタミン油株式会社設立
- 1953年 - 東京工場操業開始
- 1959年 - 大阪工場操業開始
- 1961年 - 東証第2部に上場
- 1963年 - 理研油脂工業株式会社を吸収合併
- 1964年 - 理研食品株式会社設立
- 1968年 - 草加工場操業開始
- 1973年 - 千葉工場操業開始
- 1980年 - 理研ビタミン株式会社に社名変更
- 1985年 - 京都工場操業開始
- 1991年 - リケビタマレーシアSDN BHD工場設立
- 1993年 - 天津理研東元食品有限公司（現・天津理研維他食品有限公司）設立
- 1994年 - リケビタシンガポールPTE LTD設立、青島福生食品有限公司設立
- 1995年 - 大連理研瑪魯哈食品有限公司（現・大連理研海藻食品有限公司）設立
- 1996年 - 栄研商事株式会社を傘下に置く
- 2002年 - リケビタマレーシアSDN BHD工場増設
- 2003年 - リケンビタミンヨーロッパ　GmbH設立
- 2004年 - リケンビタミンUSA　INC設立、ガイモン・エクストラクト会社設立
- 2005年 - 理研維他精化食品工業（上海）有限公司設立
- 2006年 - 理研維他亜細亜股份有限公司設立
- 2014年 - 東証第1部に指定替え
- 2016年 - 海藻食品に統一サブブランド「ときめき海藻屋」の名を使用

## 事業所
- 本社　東京都新宿区四谷一丁目6番1号（北緯35度41分15.4秒 東経139度43分44.6秒 / 北緯35.687611度 東経139.729056度）

- 支店
  - 大阪支店　大阪府大阪市中央区博労町三丁目6番1号（北緯34度40分41.5秒 東経135度30分2.7秒 / 北緯34.678194度 東経135.500750度）
  - 札幌支店　北海道札幌市中央区南1条東2丁目11番4号（北緯43度3分37.8秒 東経141度21分33.5秒 / 北緯43.060500度 東経141.359306度）
  - 仙台支店　宮城県仙台市青葉区柏木一丁目2番45号（北緯38度16分34.1秒 東経140度52分3.6秒 / 北緯38.276139度 東経140.867667度）
  - 北関東支店　群馬県高崎市宮元町212番地（北緯36度19分32.4秒 東経139度0分18.1秒 / 北緯36.325667度 東経139.005028度）
  - 名古屋支店　愛知県名古屋市中区栄四丁目2番29号（北緯35度10分7.8秒 東経136度54分39.4秒 / 北緯35.168833度 東経136.910944度）
  - 広島支店　広島県広島市中区中島町9番1号（北緯34度23分24.5秒 東経132度27分0.3秒 / 北緯34.390139度 東経132.450083度）
  - 福岡支店　福岡県福岡市中央区白金二丁目11番9号（北緯33度34分31.7秒 東経130度24分33秒 / 北緯33.575472度 東経130.40917度）
- 工場
  - 草加工場　埼玉県草加市青柳一丁目3番3号（北緯35度50分27.6秒 東経139度49分31.3秒 / 北緯35.841000度 東経139.825361度）
  - 千葉工場　千葉県千葉市美浜区新港56番地（北緯35度36分51.5秒 東経140度5分27.8秒 / 北緯35.614306度 東経140.091056度）
  - 京都工場　京都府亀岡市河原林町河原尻東垣内1番地の2（北緯35度2分46秒 東経135度34分27.7秒 / 北緯35.04611度 東経135.574361度）
  - 大阪工場　大阪府枚方市出口一丁目1番32号（北緯34度48分13秒 東経135度37分52.1秒 / 北緯34.80361度 東経135.631139度）
  - 東京工場　東京都板橋区若木一丁目15番10号（北緯35度46分8.9秒 東経139度40分28.5秒 / 北緯35.769139度 東経139.674583度）

## 関連会社
- 理研食品株式会社
- 株式会社健正堂
- 新研産業株式会社
- 栄研商事株式会社
- 進和食品株式会社
- サニー包装株式会社

## CM出演者
- 坂本新兵、大竹宏（ニャロメの声） - 「マボちゃん」（1978年）
- 山岡久乃 - 「マボちゃん」（1979年）
- nico（横山優貴、東野佑美） - 「わかめスープ」（2000年）
- 関根麻里 - 「ノンオイルスーパードレッシング」（2007年～）「素材力・本かつおだし」（2008年）「わかめスープ」（2009年）
- 藤井祥子 - 「セレクティ じんわり生姜」（2013年）
- 中村孝明 - 「素材力だし」「本かつおだし」（2014年～）
- 栃原梨乃 - 「素材力だし」（2014年）[5]
- 西内ひろ - 「ノンオイル青じそドレッシング」（2016年）[6]
- 上田千尋 - 「サラダデュオ」（2016年）
- 村上信五（関ジャニ∞） - 「ノンオイル青じそドレッシング」（2019年）
- 井桁弘恵 - 「ノンオイル青じそドレッシング」（2024年）[7]

## テレビ提供番組
- 現在のテレビ提供番組は日本テレビ系列の『ZIP!』木曜7時台前半。同番組にレギュラー出演していた関根麻里が現在CM出演中。他にはテレビ朝日系列の『林修の今でしょ!講座』にて提供。
- 過去には、日本テレビ『ズームイン!!SUPER』の木曜7時台、『スッキリ』9時台隔日提供、『午後は○○おもいッきりテレビ』→『おもいッきりイイ!!テレビ』の隔日12時台、『1番ソングSHOW』19時台前半、フジテレビ『笑っていいとも!』の隔日12時台後半、ならびにTBS『モーニングEye』隔日の提供だった。またテレビ朝日系列の『笑アップ歌謡大作戦』（火曜20時の全国ネット時代）、『そうだったのか!学べるニュース』（2011年4月 - 12月）→『土曜ワイド劇場』（2012年1月 - 3月）の番組提供を務めた。

## 株の買い占め
2004年（平成17年）から株式会社TZCSにより徐々に株を買い占められる。最終的に30.07%の株を所有したTZSCが筆頭株主となる。2008年（平成20年）3月26日、吸収合併により筆頭株主がTZCSから株式会社SFCGに変更となる。2008年（平成20年）6月20日、全株式がSFCGからキッコーマンへ譲渡され、同時にキッコーマンと理研ビタミンの資本・業務提携が発表される。2016年（平成28年）、理研ビタミンの自社株買いに応じ、キッコーマンは株式の27.9%に当たる660万株を売却し、持ち株比率が32.1%から4.2%に低下した。
2020年（令和2年）3月末現在の自社株比率は、18.9%である。

## 中国子会社の不祥事
2020年、中国の子会社である青島福生食品有限公司によるエビ加工品の架空取引が判明した。2019年12月期の架空取引額は116億円に上り、青島福生食品の売上高全体の実に7割以上に及んだ。不正は過年度にわたり、連結財務諸表の訂正に時間を要したため東証への決算短信の提出が大幅に遅れ、2020年4-6月期の第一四半期報告書を提出したのは最終期限の10月28日であった。新型コロナウイルス感染症の拡大により中国への渡航が制限されたことも全容の解明に時間を要した原因だった。期限日までに報告書が提出できなければ上場廃止となる可能性があった。
青島福生食品は2021年に全持分を青島農邦農副産品有限公司に譲渡され、連結除外となった。